# L'illa dels caps tallats
Cutthroat Island (títol en català: L'illa dels caps tallats) és una pel·lícula estatunidenca de pirates interpretada per Geena Davis i Matthew Modine de 1995, dirigida per Renny Harlin i doblada al català.

## Argument
La Morgan Adams (Geena Davis) és la filla d'un capità pirata. Quan mor, la Morgan es fa capitana del seu navili, el Morning Star, tot i les protestes de la tripulació. La recerca del tresor de l'illa Cutthroat fa que s'enfronti al seu oncle, en Gos Adams (Frank Langella). Per poder desxifrar el mapa del tresor comprarà un esclau amb coneixements de llatí, en William Shaw (Matthew Modine).

## Repartiment
- Geena Davis: Morgan Adams
- Matthew Modine: William Shaw
- Frank Langella: Dawg Brown
- Maury Chaykin: John Reed
- Patrick Malahide: Ainslee
- Stan Shaw: Mr. Glasspoole
- Harris Yulin: "Black" Harry Adams
- Rex Linn: Mr. Blair
- Christopher Masterson: Bowen
- Angus Wright: Capità Trotter
- Ken Bones: Toussant
- George Murcell: Mordechai "Fingers" Adams